# Wallace Reed Brode
Wallace Reed Brode (Walla Walla, 12 giugno 1900 – Washington, 10 agosto 1974) è stato un chimico statunitense.
Studioso dei coloranti, è ricordato per un completo atlante di spettroscopia.